# لوران أغوازي
 لوران كريم أغوازي (بالفرنسية: Laurent Agouazi)‏ (مواليد 16 مارس 1984 في لانغريس - فرنسا) لاعب كرة قدم جزائري يلعب حاليا لصالح نادي الدرجة الثانية نادي كاين الفرنسي في مركز الوسط المحوري .

## روابط خارجية
- لوران أغوازي على موقع قاعدة بيانات كرة القدم.إي يو (الإنجليزية)
- لوران أغوازي على موقع ليكيب (الفرنسية)
- لوران أغوازي على موقع ناشيونال فوتبول تيمز (الإنجليزية)
- لوران أغوازي على موقع Soccerway.com (الإنجليزية)